# Fanggaoping (köpinghuvudort i Kina, Hubei Sheng, lat 30,69, long 114,93)
Fanggaoping är en köpinghuvudort i Kina. Den ligger i provinsen Hubei, i den centrala delen av landet, omkring 63 kilometer öster om provinshuvudstaden Wuhan. Antalet invånare är 22 811. Befolkningen består av 10 851 kvinnor och 11 960 män. Barn under 15 år utgör 13,0 %, vuxna 15-64 år 74 %, och äldre över 65 år 12,0 %.
Runt Fanggaoping är det tätbefolkat, med 881 invånare per kvadratkilometer. Närmaste större samhälle är Jiujie, 16,6 km norr om Fanggaoping. Trakten runt Fanggaoping består till största delen av jordbruksmark.
Genomsnittlig årsnederbörd är 1 738 millimeter. Den regnigaste månaden är juli, med i genomsnitt 284 mm nederbörd, och den torraste är december, med 27 mm nederbörd.